# محمود عباس (لاعب كرة قدم)
محمود عباس عياد (12 يونيو 1985) لاعب كرة قدم بحريني يلعب حاليا لصالح نادي الدرجة الأولى الأهلي البحريني في مركز الجناح الأيمن من 2003 كما يجيد اللعب في مراكز الوسط الأيمن والوسط الأيسر والجناح الأيسر والوسط المهاجم والمهاجم.

## الإنجازات
- الدرجة الأولى (1): 2010
- كأس الاتحاد البحريني (2): 2007، 2016